# هيفنهوفن
هيفنهوفن (بالألمانية: Hefenhofen) هي إحدى بلديات مقاطعة أربون في كانتون تورغاو في سويسرا. تبلغ مساحتها 6.1 كيلومتر مربع، ويقدر عدد سكانها بـ 1229 نسمة (حسب تعداد ديسمبر 2015).

## أعلام
- روبرت هنجر بوهلر